# Piranha 3D
Piranha 3D  é um filme americano em 3D de 2010, do gênero terror, e o segundo remake do filme 1978, dirigido por Alexandre Aja. O roteiro foi escrito por Josh Stolberg e Pete Goldfinger, os escritores de Pacto Secreto.

## Enredo
Um pescador chamado Matt Boyd (Richard Dreyfuss) esta pescando no lago Victória, quando um pequeno terremoto começa, dividindo o fundo do lago e causando um redemoinho. Boyd cai do barco, e é morto por um cardume de piranhas que emergem do abismo.
Jake Forester (Steven R. McQueen) está admirando turistas atraentes quando as férias de primavera começam. Ele se reúne com sua antiga paixão, Kelly Driscoll (Jessica Szorh) e atende Derrick Jones (Jerry O'Connor), um pornógrafo desprezível, bem como sua atriz, Danny Arslow (Kelly Brook). Derrick convence Jake a lhe mostrar bons pontos do lago para filmar um filme pornográfico. Naquela noite, a mãe de Jake, a xerife Julie Forester (Elizabeth Shue) procura Matt Boyd junto com o vice xerife Fallon (Ving Rhames). Eles encontram o corpo mutilado e comentam sobre o fechamento do lago. Esta decisão, no entanto, torna-se difícil quando dois mil universitários estão em férias de primavera, o que é importante para fundos da pequena cidade. Na manhã seguinte, um mergulhador solitário e atacado e consumido pelas piranhas.
Jake suborna seus irmãos, Laura (Brooklynn Proulx) e Zane (Sábio Ryan), a ficarem sozinhos em casa para que ele possa mostrar a Derrick os pontos do lago. Depois que Jake sai, Zane convence Laura a ir pescar em um pequeno banco de areia. Eles esquecem de amarrar o barco e ficam presos no meio do lago. Jake vai se encontrar com Derrick e corre para a casa de Kelly, e a convida para ir ao barco de Derrick, o Barracuda. Lá, Jake encontra Cristal Shepard (Riley Steele) e Andrew Cunningham (Paul Scheer), o cinegrafista de Derrick.
Julie envia uma equipe de mergulhadores sismólogos para a fissura. O mergulhador Novak explica que a fissura leva a um lago pré-histórico. Paula e Sam mergulham até o fundo e descobrem uma grande caverna cheia de ovos de piranha, mas são atacados e mortos antes de contar aos outros sua descoberta. Novak e Julie encontram o cadáver de Paula e o puxam para o barco, capturando uma piranha solitária e a levando para Carl Goodman (Christopher Lloyd), um biólogo marinho que trabalha como dono de uma loja de animais. Ele explica que se trata de uma espécie pré-histórica super-agressiva, que por muito tempo acreditou-se estar extinta, e que as piranhas sobreviveram através de canibalismo.
Julie, Novak, Fallon e o vice Taylor Roberts (Jason Spisak) tentam evacuar o lago, mas seus avisos são ignorados, até as piranhas começarem a atacar os turistas. Novak usa um jet-ski com uma espingarda para ajudar enquanto Fallon leva os sobreviventes para a praia, e Julie e Taylor tentam puxar sobreviventes para o barco da policia. Quase todo mundo no lago é ferido ou morto pelas piranhas, com alguns turistas fugindo desesperadamente. 
Enquanto isso, Jake encontra Laura e Zane numa ilha, e força Derrick a resgata-los. Derrick trava o barco em algumas rochas, inundando o conves interior do barco e fazendo ele começar a afundar. Kelly está presa na cozinha enquanto Derrick, Cristal e Andrew caem na água com o impacto. Cristal é devorada, e Andrew consegue escapar ileso. Enquanto isso, Danni consegue obter um Derrick parcialmente comido de volta a bordo.
Fallon faz uma ultima resistencia, usando uma hélice de barco para matar várias piranhas, embora ele acabe presumivelmente morto. Após o caos se amenizar, Julie recebe um telefonema de Jake implorando por ajuda. Julie e Novak roubam uma lancha e vão em busca deles. Eles chegam a Jake e amarram uma corda em seu barco. Julie, Danni, Laura e Zane começam a cruzar a corda, mas as piranhas puxam o cabelo de Danni, fazendo ela perder o controle e cair da corda, onde ela é devorada. Os outros conseguem atravessar, mas a corda se solta. Usando o cadáver de Derrick como distração, Jake amarra a corda em si mesmo e vai salvar Kelly. Ele amarra Kelly a ele e acende fogo em um gás de propano. Novak acelera o barco, assim como as piranhas cercam Kelly e Jake. Eles são arrastados em segurança enquanto o barco explode, matando a maioria das piranhas. 
Mr. Goodman chama Julie no rádio, e ela diz que parecem ter matado a maioria das piranhas. Goodman diz a ela que as glandulas reprodutivas das piranhas não estavam maduras, o que significa que as piranhas que os atacaram eram filhotes. Quando Novak pergunta onde está a mãe, uma piranha de tamanho humano salta pra fora da água e o come.

## Elenco
- Elisabeth Shue como xerife Julie Forester.
- Steven R. McQueen como Jake Forester.
- Adam Scott como Radzinsky Novak.
- Jessica Szohr como Kelly Dyscroll.
- Kelly Brook como Danni
- Brooklynn Proulx como Laura Forester
- Jerry O'Connell como Derrick Jones.
- Ving Rhames como Fallon.
- Riley Steele como Crystal
- Christopher Lloyd como Henry Goodman
- Richard Dreyfuss como Matthew Boyd
- Cody Longo como Todd Dupre
- Ricardo Chavira como Sam
- Paul Scheer como Drew
- Dina Meyer como Paula Montellano
- Jason Spisak como adjunto Taylor Roberts
- Eli Roth como o cara do concurso
- Sage Ryan como Zan Forester

## Trilha Sonora
Lakeshore Records lançou o álbum da trilha sonora de Piranha 3-D que inclui principalmente rap, dance, hip-hop e música RnB. Artistas incluem Shwayze, Envy, Flatheads, Amanda Blank, Public Enemy, Dub Pistols e muitos mais.

### Faixas
1. "Get U Home", de Shwayze
2. "Shake Shake" pela façanha Envy. Levítico
3. "Here She Comes" por Flatheads
4. "Make It Take It", de Amanda Blank
5. "Bring the Noise" (Remix Pump-kin Edit) "por Public Enemy vs Benny Benassi
6. "She Moves" por Dub Pistols
7. "Flower Duet From Lakme" por Adriana Kohutova e Slepkovska Denisa
8. "Nadas Por Free" por Ozomatli
9. "Come and Get It" Paperboy Eli Reed
10. "Now You See It (Mix Extendet Benny Benassi & Dj Shimik)" por Honorebel Feat. Pitbull & Smokers go
11. "MAD" Hadouken!
12. "I'm in the House" por Steve Aoki

## Filme dos anos 70
No filme original, um cardume de piranhas escapa de um laboratório de pesquisas científicas do exército americano e acaba num rio e num lago infestado de veranistas e crianças em férias.

## Lançamento
Piranha 3-D data de lançamento foi fixado para 16 de abril de 2010, mas foi adiado. O filme foi planejado para estrear em 27 de agosto de 2010. o primeiro trailer do filme O estreou com Avatar. Um segundo trailer foi mostrado em gravuras de A Nightmare on Elm Street e Iniciação. Foi criado para ter um painel em 24 de julho de 2010 como parte da San Diego Comic-Con Internacional , mas foi cancelada depois que os organizadores decidiram que a convenção de filmagem que foi planejado para ser exibido não era adequado. Nove minutos de filmagem, com algumas efeitos inacabados, foram divulgados em sites. 
O clipe usado em anúncios de TV de promoção eo trailer que mostra o personagem Danni (Kelly Brook) cara a cara com um bando de piranhas não foi utilizado no filme, e foi usado apenas para a promoção. Quite a alguns anúncios de TV continha algumas cenas no corte final do filme, eles estavam no final do filme, mas removido para conseguir uma classificação R, este filme pode ser encontrado em sites de compartilhamento como o You Tube.

## Bilheteria
No começo do fim de semana, Piranha 3D arrecadou $ 10106872 em seus primeiros três dias. No Reino Unido, Piranha 3D abriu em # 4 nas bilheterias, ganhando £ 1.487.119.

## Continuação
Devido ao sucesso comercial do filme, a Dimension Films anunciou uma continuação para a obra. Dimension também confirmou que irá realizar uma enquete para os fãs para escolher qual a celebridade que eles gostariam de ver no filme.